# 〈ビストロ・パ・マル〉シリーズ
〈ビストロ・パ・マル〉シリーズは、近藤史恵による日本の推理小説のシリーズ。東京創元社より2007年10月から刊行されている。挿画は谷山彩子が担当している。

## あらすじ
「ビストロ・パ・マル」はカウンター7席、テーブル5つの小さなフレンチレストラン。そこでは、4人の従業員が働いていた。
自分の店に「パ・マル＝悪くない」という名前をつけた無口な料理長・三舟忍。三舟を支える温厚な副料理長・志村洋二。明るいソムリエの金子ゆき。そして僕――新人ギャルソンの高築智行。フランスの家庭料理が人気のこの店には、本当にフランス料理が好きな客が集まってくる。そんな客の中には、最近不可思議な出来事に遭遇して悩んでいる者がいた。三舟は持ち前の推理力と料理の知識を駆使して、鮮やかに謎を解き明かしていく。

## 登場人物
高築智行（たかつき ともゆき）
「ビストロ・パ・マル」のギャルソン。
店で働き始めてまだ2ヵ月。
三舟忍（みふね しのぶ）
「ビストロ・パ・マル」の店長兼料理長。30代半ば。独身。
無口で不愛想。無精髭で、長い髪を後ろで束ねている。
フランスの地方のオーベルジュやレストランで10年以上修行していた。
そのときに三船敏郎の親戚や侍の子孫と勘違いされ、東洋人の顔は覚えてもらいにくいため、見た目をそれに寄せた。
志村洋二（しむら ようじ）
「ビストロ・パ・マル」の副料理長。三舟より3歳年下。既婚。
三舟とは付き合いが長く、三舟が店を出すときに自分から一緒に働きたいと三舟に頼んだ。
フランスのリヨンの二つ星レストランで4年間修行し、帰国後は高級ホテルのメインダイニングで働いていた。
金子ゆき（かねこ ゆき）
「ビストロ・パ・マル」のソムリエ。20代後半。
ワインが好きでOLを辞めた。
趣味は俳句で、商店街の俳句同好会に所属している。

## シリーズ一覧
タルト・タタンの夢
- 単行本：2007年10月、創元クライム・クラブ、ISBN 978-4-488-01228-1
- 文庫本：2014年4月、創元推理文庫、ISBN 978-4-488-42704-7、解説：三橋曉

| タイトル                     | 初出                                |
| ---------------------------- | ----------------------------------- |
| タルト・タタンの夢           | 『ミステリーズ！ vol.3』2003年12月  |
| ロニョン・ド・ヴォーの決意   | 『ミステリーズ！ vol.5』2004年6月   |
| ガレット・デ・ロワの秘密     | 『ミステリーズ！ vol.9』2005年2月   |
| オッソ・イラティをめぐる不和 | 『ミステリーズ！ vol.11』2005年4月  |
| 理不尽な酔っぱらい           | 『ミステリーズ！ vol.13』2005年10月 |
| ぬけがらのカスレ             | 『ミステリーズ！ vol.14』2005年12月 |
| 割り切れないチョコレート     | 『ミステリーズ！ vol.15』2006年2月  |

ヴァン・ショーをあなたに
- 単行本：2008年6月、創元クライム・クラブ、ISBN 978-4-488-02529-8
- 文庫本：2015年2月、創元推理文庫、ISBN 978-4-488-42705-4、解説：大矢博子

| タイトル                           | 初出                                |
| ---------------------------------- | ----------------------------------- |
| 錆びないスキレット                 | 『ミステリーズ！ vol.16』 2006年4月 |
| 憂さばらしのピストゥ               | 『ミステリーズ！ vol.17』2006年6月  |
| ブーランジュリーのメロンパン       | 『ミステリーズ！ vol.18』2006年8月  |
| マドモワゼル・ブイヤベースにご用心 | 『ミステリーズ！ vol.19』2006年10月 |
| 氷姫                               | 『ミステリーズ！ vol.23』2007年6月  |
| 天空の泉                           | 書き下ろし                          |
| ヴァン・ショーをあなたに           | 書き下ろし                          |

マカロンはマカロン
- 単行本：2016年12月、創元クライム・クラブ、ISBN 978-4-488-02552-6
- 文庫本：2020年7月、創元推理文庫、ISBN 978-4-488-42706-1、解説：若林踏

| タイトル                   | 初出                                |
| -------------------------- | ----------------------------------- |
| コウノトリが運ぶもの       | 『ミステリーズ！ vol.39』2010年2月  |
| 青い果実のタルト           | 『ミステリーズ！ vol.42』2010年8月  |
| 共犯のピエ・ド・コション   | 『ミステリーズ！ vol.44』2010年12月 |
| 追憶のブーダン・ノワール   | 『ミステリーズ！ vol.59』2013年6月  |
| ムッシュ・パピヨンに伝言を | 『ミステリーズ！ vol.61』2013年10月 |
| マカロンはマカロン         | 『ミステリーズ！ vol.69』2015年2月  |
| タルタルステーキの罠       | 『ミステリーズ！ vol.76』2016年4月  |
| ヴィンテージワインと友情   | 『ミステリーズ！ vol.77』2016年6月  |

間の悪いスフレ
- 単行本：2023年9月、創元クライム・クラブ、ISBN 978-4-488-02566-3

| タイトル                         | 初出                                                     |
| -------------------------------- | -------------------------------------------------------- |
| クスクスのきた道                 | 『ミステリーズ！ vol.90』2018年8月                       |
| 未来のプラトー・ド・フロマージュ | 『ミステリーズ！ vol.101』2020年6月                      |
| 知らないタジン                   | 『紙魚の手帖 vol.01』2021年10月 「スフレとタジン」を改題 |
| 幻想のフリカッセ                 | 『紙魚の手帖 vol.03』2022年2月                           |
| 間の悪いスフレ                   | 『紙魚の手帖 vol.06』2022年8月                           |
| モンドールの理由                 | 『紙魚の手帖 vol.08』2022年12月                          |
| ベラベッカという名前             | 『紙魚の手帖 vol.09』2023年2月                           |

## 朗読劇
朗読劇「キキコトバ」で、2010年2月17日に第1回公演「タルト・タタンの夢～オッソ・イラティをめぐる不和～」、同年4月14日に第2回公演「タルト・タタンの夢～ロニョン・ド・ヴォーの決意～」、同年5月19日に第3回公演「タルト・タタンの夢～割り切れないチョコレート～」が行われた。
- 高築智行 - 菅沼久義[10]
- 三舟忍 - 銀河万丈[10]
- 志村洋二 - 緑川光[10]
- 金子ゆき - 浅野真澄[10]
- 第1回ゲスト：置鮎龍太郎[10]
- 第2回ゲスト：神田朱未、真殿光昭[11]
- 第3回ゲスト：桑島法子、草尾毅[12]

## 漫画
コミカライズが『月刊サンデーGX』（小学館）にて2011年11月号より2012年10月号まで連載された。作画は原尾有美子が担当している。連載開始に合わせ、物語に登場する料理の作り方を動画で紹介する特設サイトが開設された。
- 原尾有美子（漫画）・近藤史恵（原作） 『ビストロ・パ・マルの事件簿』 小学館〈サンデーGXコミックス〉、全2巻
  1. 2012年6月19日発売[14]、ISBN 978-4-09-157314-8
  2. 2012年12月19日発売[15]、ISBN 978-4-09-157329-2

## オーディオブック

### kikubon版
2015年に、アールアールジェイが運営する「kikubon」で『タルト・タタンの夢』、『ヴァン・ショーをあなたに』が配信開始された。朗読は青山桐子。

### audiobook.jp版
2020年に、オトバンクが運営する「audiobook.jp」で『タルト・タタンの夢』が配信開始された。朗読は市村徹。

## テレビドラマ
『シェフは名探偵』のタイトルで、2021年5月31日から8月2日までテレビ東京の「ドラマプレミア23」枠で放送された。主演は西島秀俊。